# HMS Legion (G74)
«Ліджен» (англ. HMS Legion (G74) — військовий корабель, ескадрений міноносець типу «L» Королівського військово-морського флоту Великої Британії за часів Другої світової війни.
«Ліджен» був закладений 1 листопада 1938 року на верфі компанії Hawthorn Leslie and Company, Ньюкасл-апон-Тайн. 19 грудня 1940 року увійшов до складу Королівських ВМС Великої Британії.

## Відео
- Video — HMS Legion (G74)[недоступне посилання з червня 2019]